# كريستيان هاينريش فاف
كريستيان هاينريش فاف (بالألمانية: Christoph Heinrich Pfaff)‏ (و. 1773 – 1852 م) هو فيزيائي، وكيميائي، وطبيب، ونفساني، وأستاذ جامعي من ألمانيا . ولد في شتوتغارت.
وكان عضواً في الأكاديمية البروسية للعلوم .
توفي في كيل ، عن عمر يناهز 79 عاماً.

## مناصب وهيئات
أدار جامعة كيل.